# Camerún en los Juegos Olímpicos de Tokio 2020
Camerún estuvo representado en los Juegos Olímpicos de Tokio 2020 por un total de 12 deportistas que compitieron en 7 deportes. Responsable del equipo olímpico fue el Comité Nacional Olímpico y Deportivo de Camerún, así como las federaciones deportivas nacionales de cada deporte con participación.
El portador de la bandera en la ceremonia de apertura fue el luchador Joseph Essombe. El equipo olímpico camerunés no obtuvo ninguna medalla en estos Juegos.